# Maren Gilzer

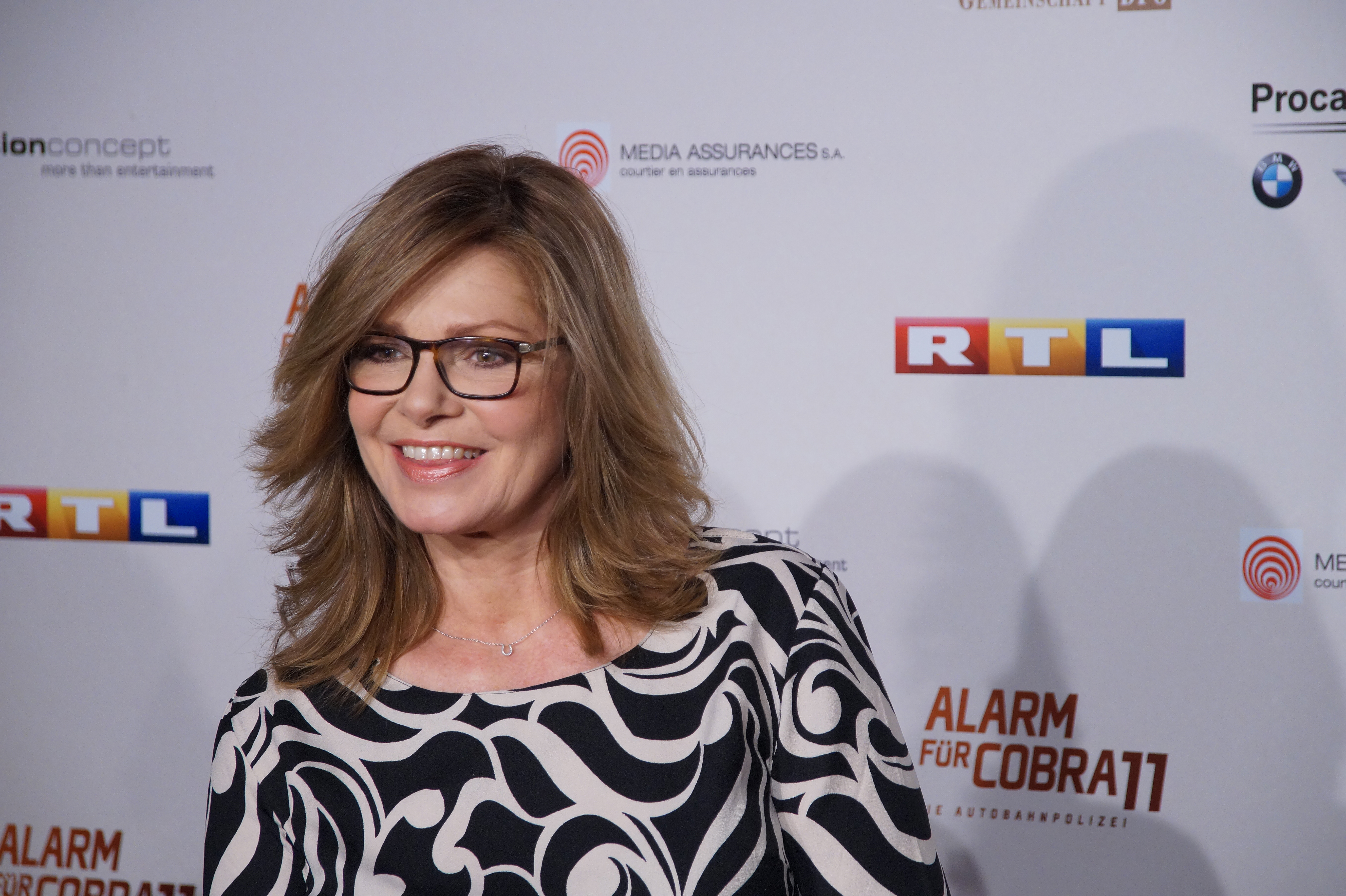
Maren Gilzer (2016)

Maren Gilzer (* 4. Februar 1960 in Ost-Berlin; bürgerlich Marion Gilzer, verheiratete Maren Gilzer-Kuhlmann) ist eine deutsche Schauspielerin und Fotomodel.

## Leben
Maren Gilzer wurde in Berlin-Treptow geboren und übersiedelte 1961 mit ihrer Mutter in den Westteil der Stadt, nach Wedding. Ihren Vater, der im Ostteil der Stadt blieb, sah sie erst 1986 wieder. Gilzers Eltern heirateten nach der Scheidung erneut, ließen sich aber wieder scheiden.
Im Januar 2010 gab Gilzer bekannt, dass sie nicht 1964, sondern 1960 geboren wurde und sich bewusst vier Jahre jünger gemacht hatte. Als Grund führte sie an, dass ihr zu Beginn ihrer Modelkarriere gesagt wurde, sie sei eigentlich bereits zu alt für diese Branche, so dass sie sich verjüngt hatte.
Am 26. Juni 2010 heiratete sie den Medienmanager Egon F. Freiheit, mit dem sie zu diesem Zeitpunkt bereits 17 Jahre zusammengelebt hatte. Im Juli 2013 trennte sich das Paar und ließ sich im Jahr darauf scheiden. 2019 heiratete sie den Unternehmer Harry Kuhlmann, den sie 2017 kennengelernt hatte.
2017 trat Gilzer nach einer Begegnung mit Christian Lindner in die FDP ein. 2022 kandidierte sie für die Wahl zum Bürgermeister der brandenburgischen Gemeinde Oberkrämer, bei der sie mit 6,1 % der Stimmen nicht die Stichwahl erreichte.
Gilzer lebt seit 2024 im hessischen Schwebda.
Seit mehr als einem Jahr wohnt Schauspielerin und Model Maren Gilzer im Werratal mit ihrem Ehemann der aus Eschwege stammt.

## Karriere
Gilzer machte zunächst eine Ausbildung als Technische Zeichnerin. Es folgte eine Tätigkeit als Model mehrerer europäischer Modehäuser. Ihre TV-Karriere begann 1988 bei der Spielshow Glücksrad auf Sat.1, in der sie als Buchstabenfee bekannt wurde. Gilzer war von 1988 bis 1998 täglich an der Seite von Peter Bond und Frederic Meisner zu sehen. Kabel eins wollte ihr Engagement beim Glücksrad 1998 verlängern, doch sie wollte sich der Schauspielerei widmen, wofür sie seit 1994 Schauspielunterricht genommen hatte. Seit der ersten Folge im Jahre 1998 bis 2014 spielte sie in der wöchentlichen Fernsehserie In aller Freundschaft die Rolle der Krankenschwester Yvonne Habermann. Außerdem moderierte sie bis Ende 2008 beim Fernsehsender RTL Shop Verkaufssendungen. Ab Februar 2009 verkaufte sie beim Teleshopping-Sender QVC ihre eigene Modelinie.
Im Sommer 2014 übernahm sie eine Hauptrolle im Theaterstück Schwanensee in Stützstrümpfen in der Comödie Dresden. Am 1. Februar 2015 wurde sie Siegerin der 9. Staffel von Ich bin ein Star – Holt mich hier raus! Von 2015 bis 2016 betrieb sie den YouTube-Kanal Maren Gilzer TV. Am 27. September 2019 hatte Maren Gilzer ihre Glücksrad-Auftritte Nummer 2999 und 3000 im Rahmen eines kleinen Revivals innerhalb der Sendung Luke! Die Greatnightshow auf Sat.1.

## Filmografie (Auswahl)

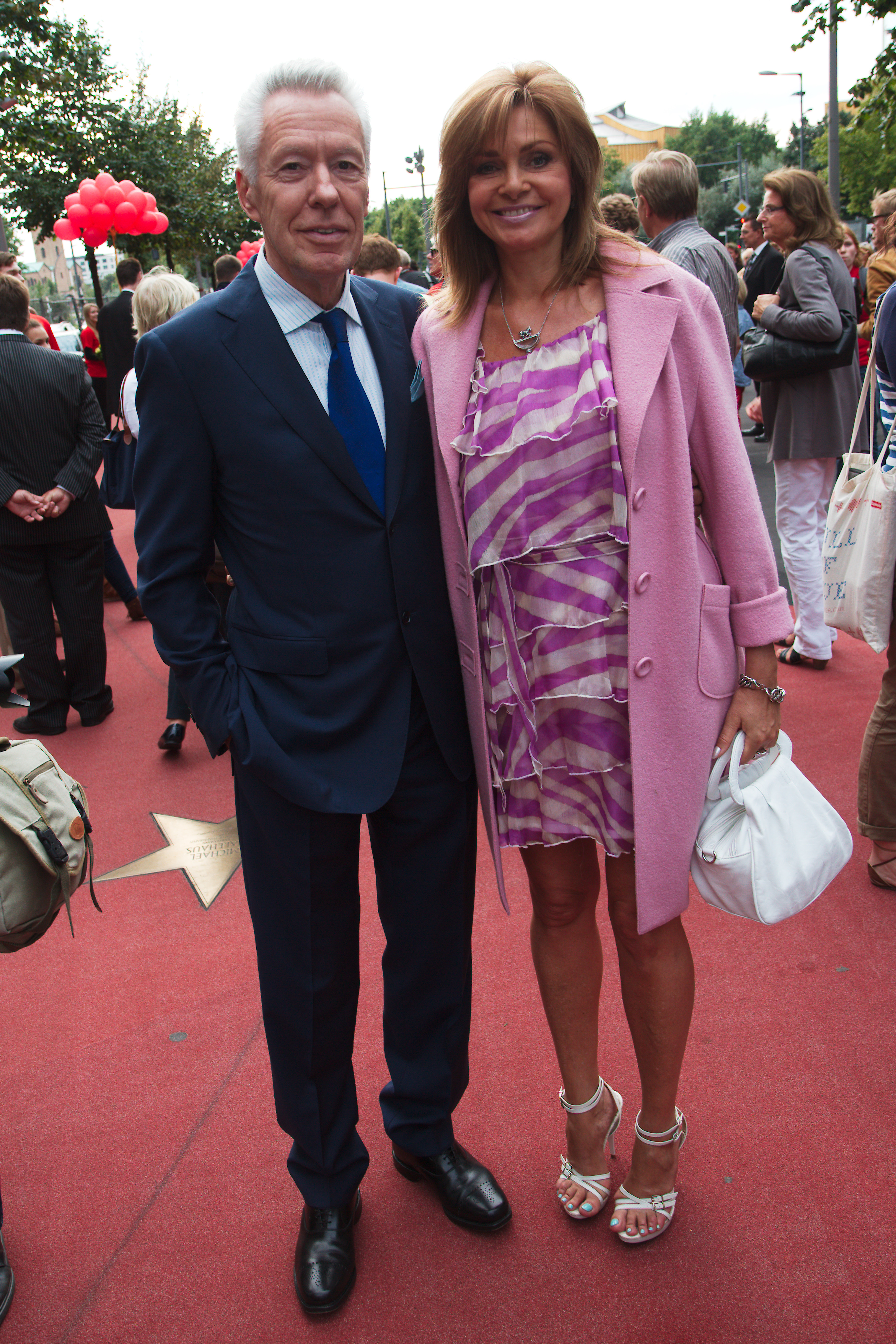
Maren Gilzer im September 2012 mit ihrem damaligen Ehemann Egon Freiheit

### Filme und Serien
- 1996: Der Schattenmann
- 1996: Das Traumschiff
- 1997: Alphateam (Kurzauftritt)
- 1998: OP ruft Dr. Bruckner (Kurzauftritt)
- 1998–2014: In aller Freundschaft
- 1998: Für alle Fälle Stefanie (Kurzauftritt)
- 1999: Lukas (Fernsehserie, 1 Folge – Auftritt als sie selbst)
- 1999: S.O.S. Barracuda: Der Tod spielt Roulette (Fernsehfilm)
- 1999, 2001, 2003: Hausmeister Krause – Ordnung muss sein (Fernsehserie, 3 Folgen)
- 2002: Tatort – Der Fremdwohner
- 2003: Tatort – Außer Kontrolle
- 2005: Inga Lindström – Im Sommerhaus
- 2008: SOKO Leipzig – Gier
- 2011: Wie erziehe ich meine Eltern?[12]
- 2011: In aller Freundschaft: Was wirklich zählt (Spielfilm)
- 2013: In aller Freundschaft: Bis zur letzten Sekunde (Spielfilm)
- 2015: SOKO Stuttgart (Fernsehserie, Folge 07x08)
- 2021: Rote Rosen (Fernsehserie)

### Shows u. a.
- 1986: Na Sowas (Show-Magazin)
- 1988–1998: Glücksrad
- 1999: Marens Glitzer-Show (5-teilige Comedyshow)[13]
- 2006: Zuhause gesucht … (Tiersendung)
- 2009, 2015: Das perfekte Promi Dinner
- 2015: Ich bin ein Star – Holt mich hier raus!
- 2015: 5 gegen Jauch[14]
- 2015: Markus Lanz (Fernsehsendung)
- 2015: Promi Shopping Queen
- 2019: Luke! Die Greatnightshow
- 2021: Ich bin ein Star – Die große Dschungelshow (Gast)
- 2022: Stern TV (Sonntagsausgabe)
- 2025: Über Geld spricht man doch, Joyn